# Stift (institution)
Pour les articles homonymes, voir Stift (homonymie).

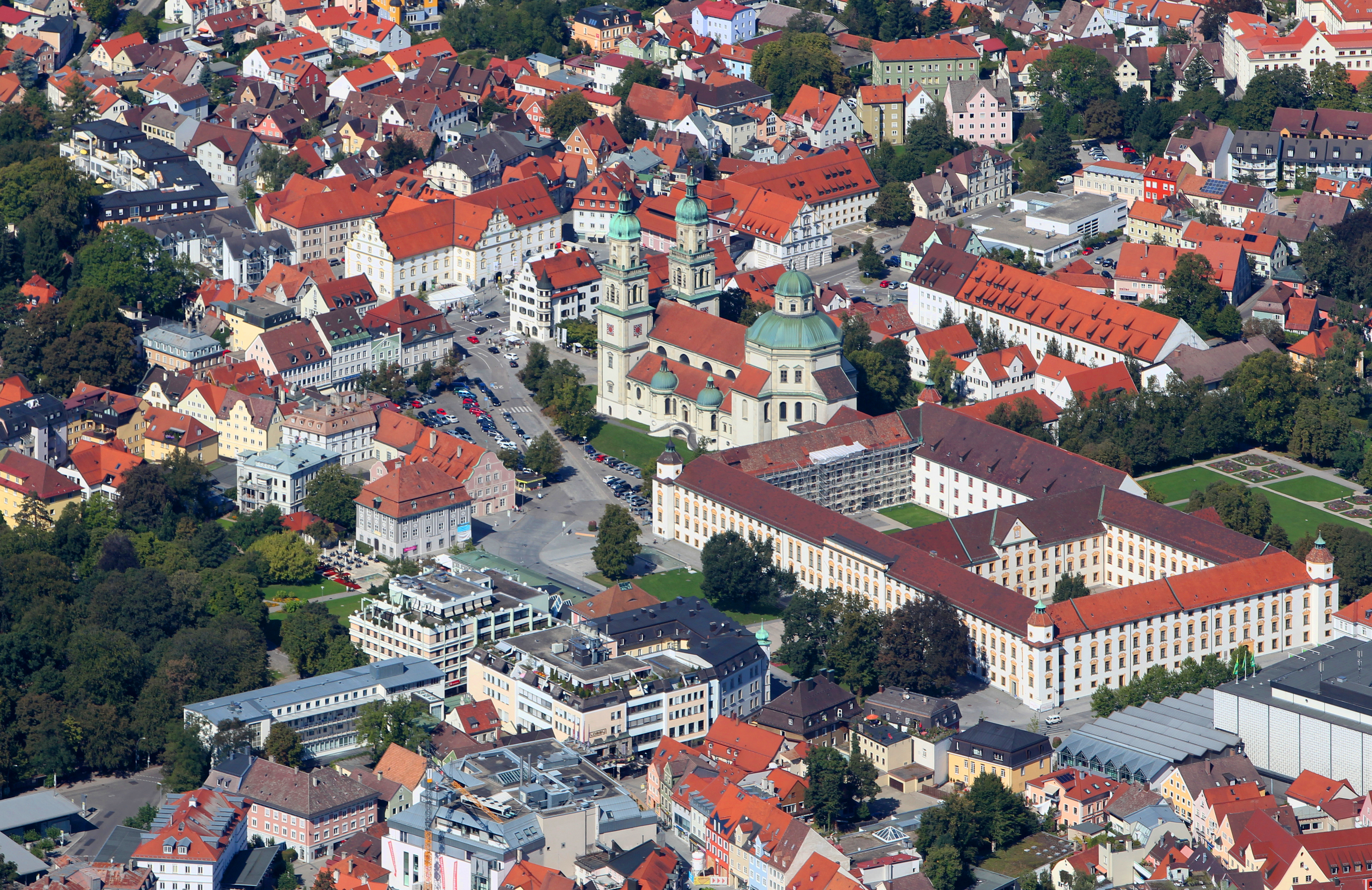
Le centre du Fürststift Kempten, avec la Stiftskirche Saint-Laurent (église collégiale et aussi paroissiale) et la résidence du Fürstabt (prince-abbé).

Territoire du Hochstift d'Utrecht (1350).

Le terme stift ou Stift (en allemand, en danois jusqu'en 1948, le terme néerlandais correspondant est « sticht ») dérive du verbe « stiften » (faire un don) et signifiait à l'origine une donation.
De telles donations qui comprenaient habituellement des terrains agricoles ou des bois, des moulins et toutes sortes de biens pouvant fournir un revenu (souvent en nature) étaient généralement données ou léguées à des institutions religieuses (monastères, abbayes, chapitres d'églises).
Dans les temps modernes, les donations prennent également la forme d'actifs financiers, sous la forme d'un fonds de donation, dont les produits servent un but charitable, éducatif, médical, ou pour décerner toutes sortes de prix.

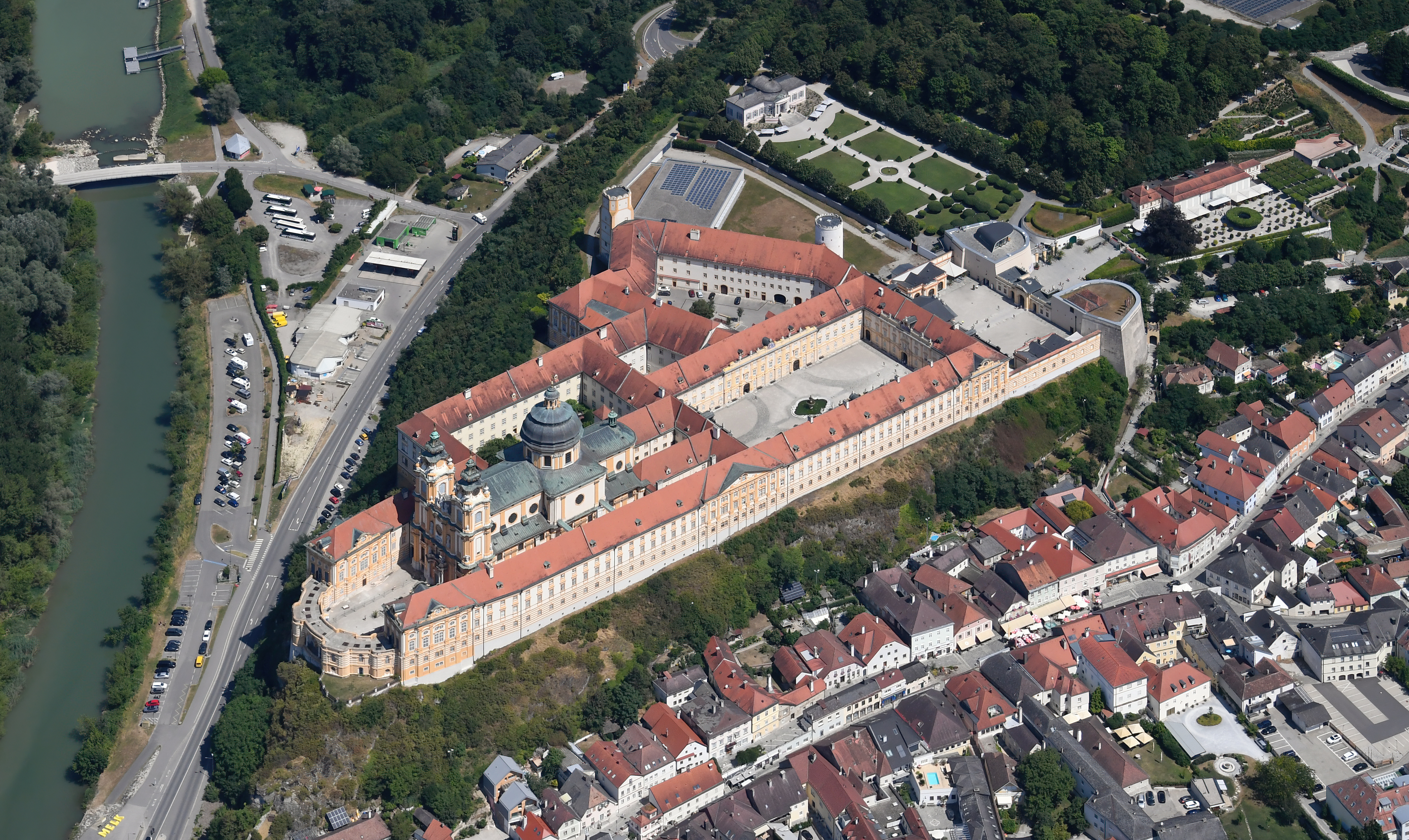
Stift Melk.

Quand les propriétés données à une institution deviennent suffisamment importantes pour que l'établissement puisse bénéficier du statut des états impériaux du Saint-Empire romain germanique, alors le terme « Stift » désigne souvent l'institution elle-même. On parle ainsi du Stift Melk pour l'abbaye de Melk. Dans les cas où l'emprise territoriale est importante, le terme Stift est composé avec le mot hoch, dans Hochstift, dénotant la propriété d'un prince-évêque ou Erzstift pour un prince-archevêque. Ces Stift peuvent être des régions très étendues, et dans un cas au moins, désigner toute une province : Dans les Pays-Bas, le terme « Het Sticht » désigne habituellement la Principauté d'Utrecht qui consistait en deux parties séparées, l'Oversticht, la partie nord, et le Nedersticht, comprenant Utrecht. Les termes allemands correspondants sont « Oberstift » et « Niederstift », et d'importantes principautés sont composées de ces deux parties.
En Autriche contemporaine, le mot « Stift » est d'un usage courant. Les monastères sont appelés des Stift, et ce terme est aussi utilisé pour les institutions éducatives ou sociales, notamment religieuses.

## LeStiftcomme institution
Le terme « Stift » désigne littéralement une donation, en général sous forme de terres agricoles avec ou sans population dont les revenus sont utilisés pour l'entretien et la subsistance d'un collège clérical, comme le chapitre de religieux d'un monastère, d'une église collégiale ou du chapitre de chanoines ou de chanoinesses (chapitres de dames nobles). De nombreuses donations ont été sécularisées, dans des pays protestants, durant la réforme protestante, et plus tard en France à la révolution et dans les pays sous domination ou sous influence napoléonienne.

### LeStiftcomme établissement ecclésiastique

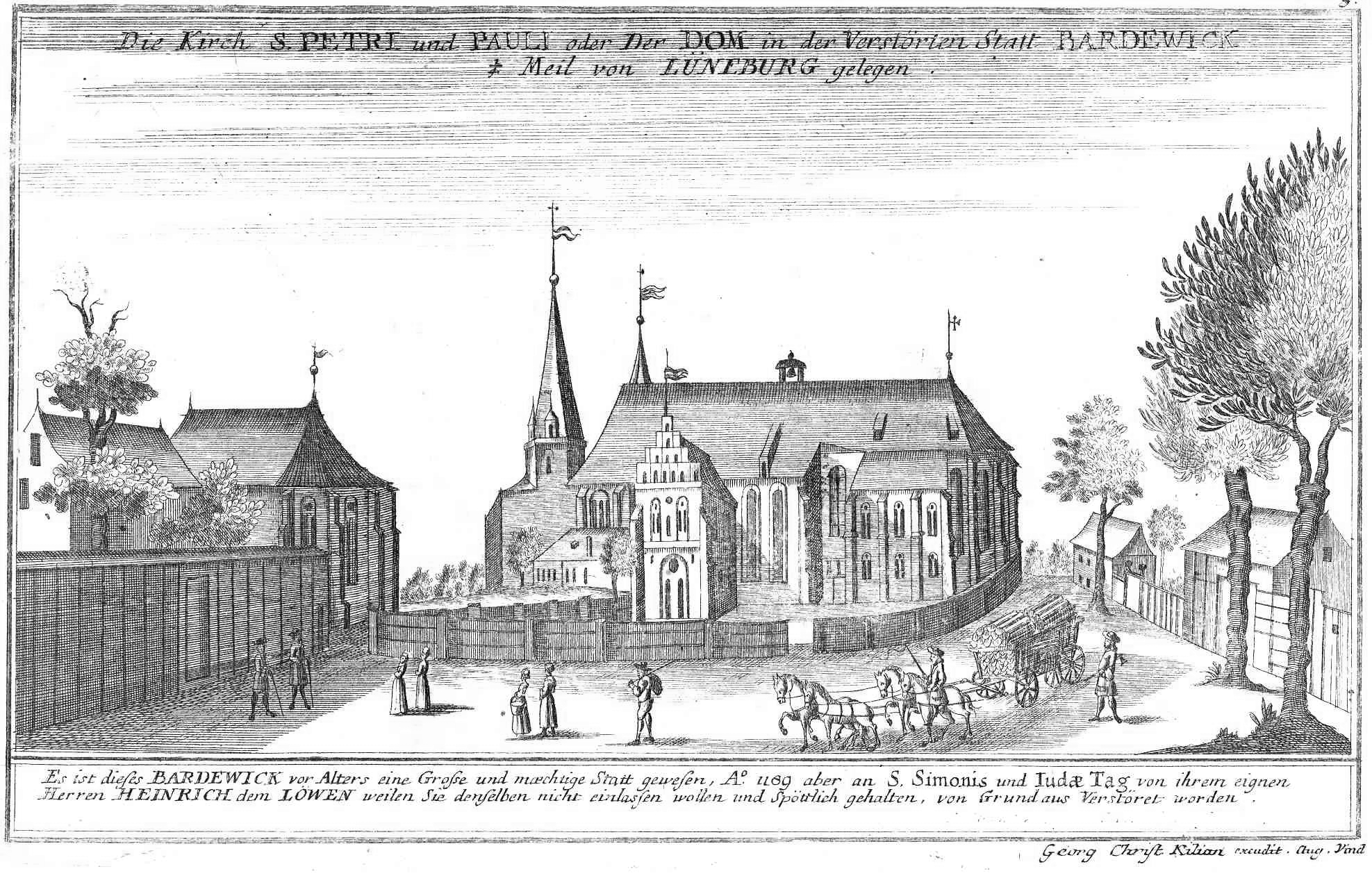
Domstift luthérien Saint-Pierre et Saint-Paul de Bardowick (1720).

De nombreux Stift ont survécu et forment toujours de propriétés de monastères modernes, en général catholiques. Ils prennent alors le nom de Stift X, comme l'Abbaye de Melk appelée communément Stift Melk. Dans ce cas, le mot Stift est utilisé par un glissement de sens (pars pro toto) pour désigner non seulement la donation mais le monastère qui bénéfice du don. Si la donation est en faveur d'un collège religieux, on parle de Kollegiatsstift, si au contraire il sert à entretenir un collège de chanoines d'une collégiale ou d'une cathédrale, c'est un Domstift (Dom = Dôme).

### LesStiftpour femmes

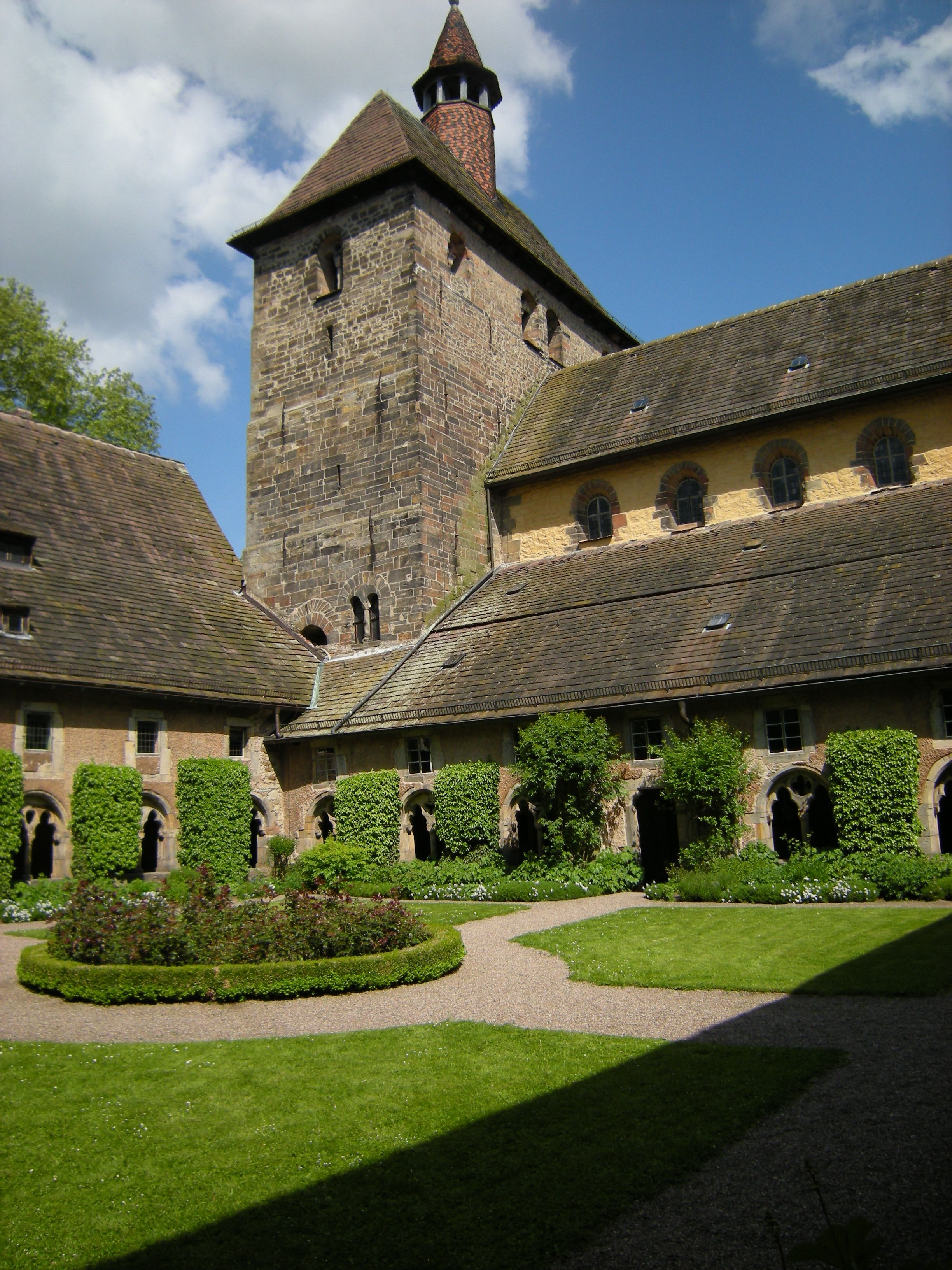
Stiftskirche du, en Hesse.

Dans certains pays luthériens, les donations aux monastères pour femmes ont été préservées lors de la sécularisation. Les monastères étaient alors transformés en couvents séculiers acceptant des femmes célibataires ou veuves. Les couvents sont alors appelés Damenstift ou Fräuleinstift. Après la Seconde Guerre mondiale, de nombreux couvents ont été dissouts dans les pays de l'Est, mais il en existe encore au Danemark ou en Allemagne, comme le Stift Fischbeck (de). En Basse-Saxe, les possessions de plusieurs anciens couvents sont administrés par la Klosterkammer Hannover (de), une institution de droit public. D'autres continuent à être gérés par des conseils comprenant des membres des anciennes familles nobiliaires, comme par exemple Neuenwalde ou Kloster Preetz (de)). Certaines de ces institutions charitables de familles de noblesse acceptent aussi des conventuelles roturières.

### LeStiftcomme établissement charitable
De nombreuses donations religieuses ou séculaires, anciennes ou contemporaines, destinent leurs revenus à l'entretien d'hôpitaux ou d'établissements pour personnes âgés, orphelins, veuves ou pauvres, aveugles ou autres handicapés prennent le nom de Stift. Fréquemment, c'est l'établissement géré par la fondation qui est appelé Stift, parfois combiné avec un terme désignant son usage premier, comme Altenstift (don pour personnes âgées), ou son créateur, comme Cusanusstift (de) créé par Nicolas de Cues.

### LeStiftcomme établissement éducatif

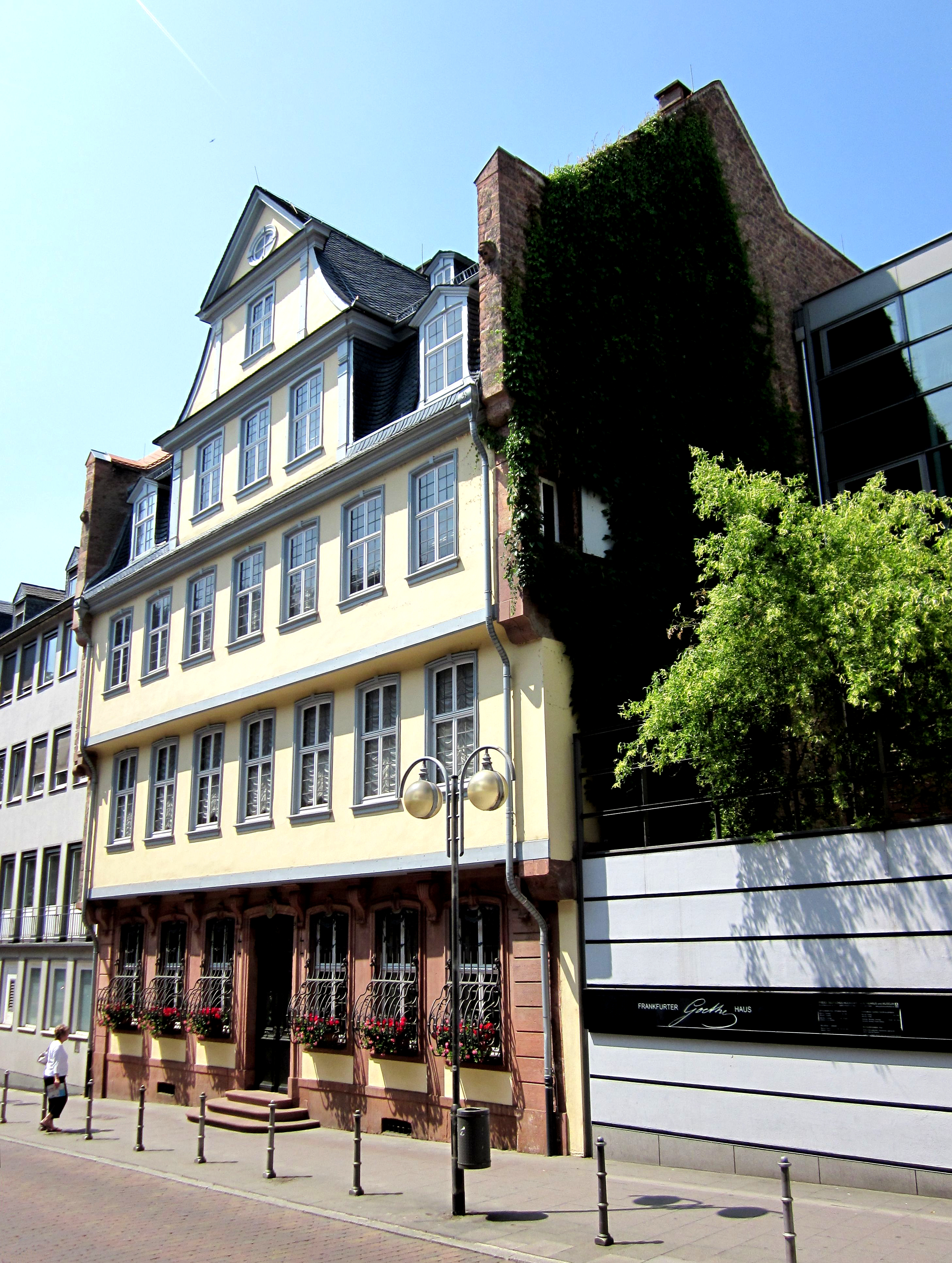
Le maison de Goethe de Francfort, dont l'entretien incombe à l'.

Comme dans d'autres pays d'Europe, les collèges religieux, avec leurs donations, sont devenus les noyaux de collèges éducatifs. En Allemagne, la donation au collègue augustinien en Tübingen persiste sous le nom de Tübinger Stift, une fondation de l'Église protestante luthérienne en Wurtemberg destiné à l'enseignement religieux luthérien. L'Église catholique possède des institutions similaires en Allemagne, comme le Wilhelmsstift (de), aussi à Tübingen.
Un exemple contemporain tout différent est l'Évêché libre allemand (de) qui, contrairement à ce que pourrait faire croire la présence du mot Hochstift dans son nom, est une association de droit commun chargée de l'entretien du maison de Goethe de Francfort sur le Main.
A cette même catégorie appartient le Stift ou Collège Saint-Guillaume de Strasbourg. Cet établissement protestant luthérien de Strasbourg est l'héritier du Collegium Wilhelmitanum fondé au XVIe siècle au moment de la Réforme pour permettre aux étudiants démunis d'étudier la théologie. De nos jours, il sert principalement de foyer et de restaurant universitaire pour les étudiants de la faculté de théologie protestante de Strasbourg et pour un certain nombre d'autres étudiants « engagés » de tous cursus et toutes religions.

### LeStiftcomme un établissement de gestion
Le mot Stift est aussi utilisé pour nommer le ou les bâtiments dans lequel vivait et travaillait le collège qui administrait le domaine. Si le domaine était propre à une cathédrale (le chapitre d'une cathédrale), le bâtiment pouvait prendre le nom de Domstift.

## LeStiftcomme entité territoriale
Dans le périmètre de juridiction du Saint-Empire romain germanique,
une abbaye ou un évêché qui avait acquis des possessions importantes pouvait prétendre à être membre des États impériaux. À ce titre, elle jouissait de droit souverains d'administration et de juridiction sur ces biens qui faisaient partie intégrantes des territoires de l'Empire. On faisait alors la distinction entre le territoire séculaire, la principauté, qui comprenait les donations en terrain et que l'on appelait le « Hochstift », et de la région de juridiction épiscopale spirituelle, le « Bistum », c'est-à-dire le diocèse. Les périmètres des deux entités ne coïncidaient d'ailleurs pas toujours, la partie séculaire étant souvent bien plus petite que le domaine de responsabilité spirituelle qui pouvait comprendre des territoires de princes séculiers ou des villes libre d'Empire.

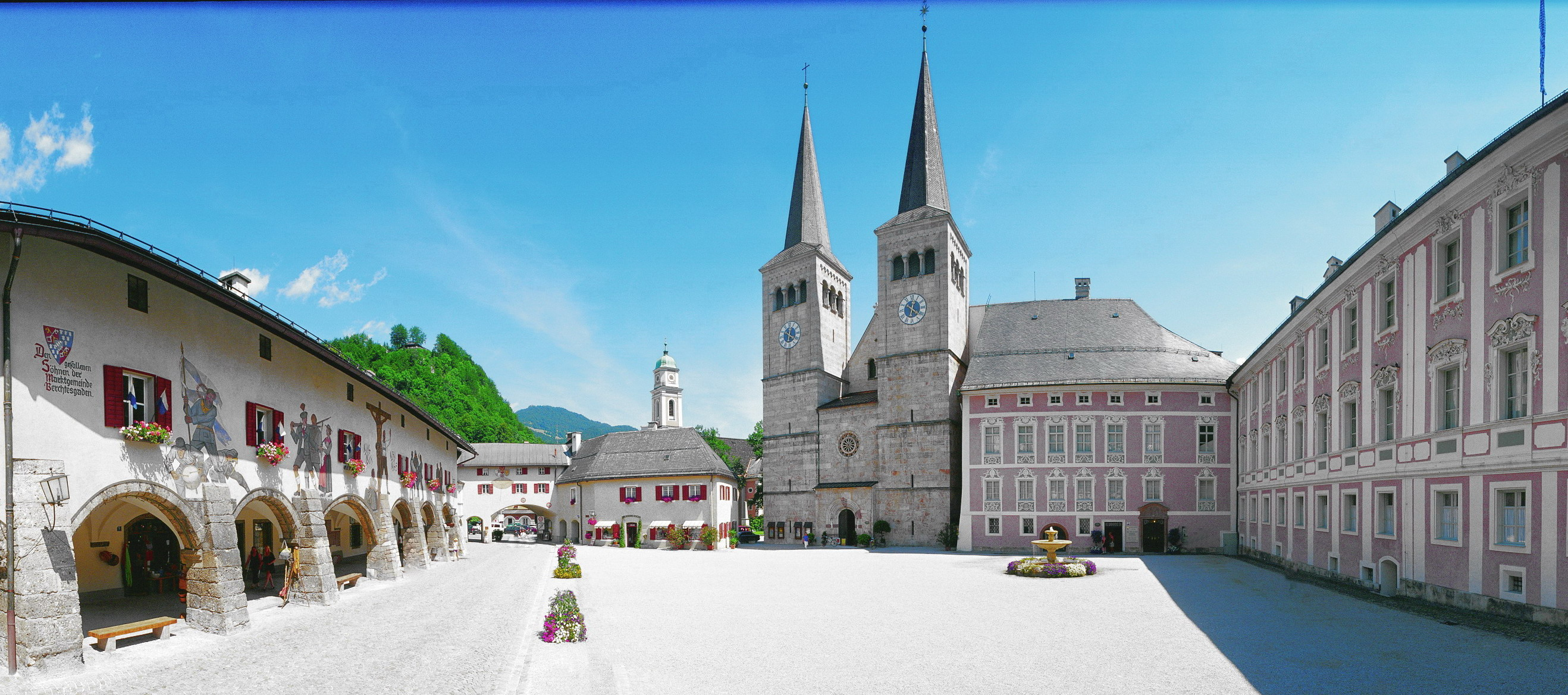
Chorherren-Stift, Stiftskirche et château à Berchtesgaden.

Il y a une subtile différence entre « Hochstift » qui signifie donation possédé par une personne de rang ecclésiastique élevé sans trop de précision sur la nature du rang, et qui est membre des états généraux et « Erzstift », terme désignant la propriété d'un prince-archevêque. Dans le cas de prince-electeurs qui sont simultanément archevêques, et il y en avait au moins trois, à Cologne, Mayence et Trêves, il convenait d'ajouter ce droit supplémentaire : le terme approprié est « Kurerzstift ».
Des développements similaires conduisaient certains abbayes impériales ou certains collèges réguliers, comme la « Fürstpropstei » prévôté de Berchtesgaden qui avaient acquis des droits féodaux d'obtenir la reconnaissance impériale comme principauté (« Fürstentum »). Cela débouchait sur une famille de dénominations de princes d'église au sens séculaire du mot, comme « Fürstbischof » (prince-évêque), « Fürsterzbischof » (prince-archevêque), « Fürstabt » (prince-abbé) ou « Fürstäbtissin » (prince-abbesse), l'institution est un Fürsterzbistum » (principauté archiépiscopale), Fürstabtei » (principauté abbatiale) etc.

### Autres emploi du termeStift

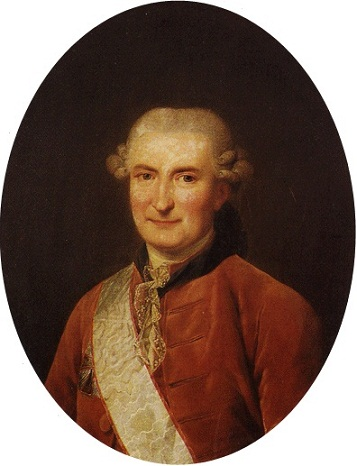
Ove Høegh-Guldberg, Stiftamtmand.

En danois, norvégien et suédois le terme stift est un emprunt lexical de l’allemand et dénote, dans un contexte ecclésiastique, le diocèse d'un évêque. Au Danemark, autrefois, un stift pouvait aussi être une juridiction administrée par un bailli appelé Stiftamtmand.

### LeStiftcomme toponyme
- Dans les Pays-Bas, le terme « Het Sticht » désigne habituellement la Principauté d'Utrecht qui consistait en deux parties séparées,
  - Oversticht, la partie nord
  - « Nedersticht », comprenant Utrecht.

Les termes allemands correspondants sont Oberstift et Niederstift.
- Dans le Sud et l'Ouest de l'Allemagne, on rencontrait notamment :
  - Électorat de Cologne (Kurerzstift Köln) :
    - Oberstift (en), territoire à l'ouest du Rhin, avec Bonn et Brühl;;
    - Niederstift, territoire séparé, plus au nord, avec Rheinberg.

  - Électorat archiépiscopal de Mayence (Kurerzstift Mainz):
    - Oberstift, la partie orientale, composée du district de Basse-Franconie, des parties de Hesse, Thuringe, avec Aschaffenburg et Erfurt
    - Niederstift, une partie occidentale, territorialement séparée, avec Mayence.

  - Principauté épiscopale de Münster (Hochstift Münster) :
    - Oberstift, la partie sud, composée d'une partie de la Westphalie avec Münster;
    - Niederstift, la partie plus au nord, partie du diocèse d'Osnabrück.

## Significations composées
Des mots composés que l'on rencontre avec le mot Stift sont Stiftsadel (noblesse d'un prince-archevêque), Stiftsamtmann (gérant d'un Strift), Stiftsbibliothek (bibliothèque initialement financée par une donation, mais plus souvent la bibliothèque rattachée à un Stift), Stiftsdame (conventuelle dans un établissement luthérien), Stiftsfehde (conflit impliquant un ou plusieurs détenteurs de Stift), Stiftsfrau (canonesse collégiale ), Stiftsfräulein (conventuelle), Stiftsgymnasium (notamment l'école de l'abbaye de Melk), Stiftsherr (chanoine), Stiftsmann (pluriel Stiftsleute; tenancier d'un domaine d'un Stift), etc.